# 夢を飲まないか
「夢を飲まないか」（ゆめをのまないか）は、1981年4月21日に発売された金沢明子の13枚目のシングル。

## 解説
- 民謡歌手としては珍しく歌謡曲でポピュラー調の作品になっている。
- オリコンチャートではBEST100位内に入り好評だったこともあって、1982年に発売された「イエロー・サブマリン音頭」のB面にも収録された[1]。

## 収録曲
1. 夢を飲まないか (3分58秒)
作詞：伊達歩、作曲：ハーリー木村、編曲：ハーリー木村・矢野立美
2. アンコール (4分32秒)
作詞：岡田冨美子、作曲：ハーリー木村、編曲：ハーリー木村・矢野立美

## 収録作品
- 「COLEZO!TWIN 金沢明子」（2005年12月16日）

## 主な音楽番組での楽曲披露
- 夜のヒットスタジオ（フジテレビ、1982年1月4日放送[3]）